# Van Hansis
Van Hansis, właśc. Evan Vanfossen Hansis (ur. 25 września 1981 w North Adams) – amerykański aktor telewizyjny, najbardziej znany z roli Luke’a Snydera w operze mydlanej CBS As the World Turns.

## Życiorys

### Wczesne lata
Urodził się w North Adams w stanie Massachusetts. Uczęszczał do Four Corners School, Greenfield Center School i Walnut Hills High School. W 2004 zdobył tytuł licencjata w dziedzinie aktorstwa w School of Drama na Carnegie Mellon University. Na pierwszym roku studiów pracował jako kelner.

### Kariera
W 2002 wystąpił na scenie w Pittsburghu w sztuce The Laramie Project. W 2005, podczas Williamstown Theatre Festival w Massachusetts, wziął udział w spektaklu Toma Stopparda On the Razzle i The Witching Hour.
14 grudnia 2005 zastąpił Jake'a Weary i grał rolę Luke’a Snydera w operze mydlanej CBS As the World Turns, za którą w latach 2007-09 zdobył trzy razy nominację do Daytime Emmy Award. Wiosną 2006 odgrywana przez niego postać dokonała coming outu. W 2007 między nim a Noah Mayerem (granym przez Jake'a Silbermanna) doszło do pierwszego gejowskiego pocałunku w historii amerykańskich oper mydlanych z tzw. pasma daytime. Po raz ostatni pojawił się w serialu 17 września 2010.
Pojawił się także gościnnie w serialach: Świry (Psych, 2011) jako Adrian Viccellio, Nikita (2011) jako Yuri Levrov i Mentalista (The Mentalist, 2012) jako Derek. 
W 2012 przyjął rolę Thoma w serialu EastSiders, za którą był nominowany do Daytime Emmy (2016) i dwukrotnie do Indie Series Award.

## Życie prywatne
W maju 2014, na łamach magazynu „The Fight” Hansis ujawnił się jako gej. Od 2007 roku związał się z partnerem Tylerem Hanesem.